# Heterachthes gratiosus
Heterachthes gratiosus är en skalbaggsart som beskrevs av Martins 1970. Heterachthes gratiosus ingår i släktet Heterachthes och familjen långhorningar. Inga underarter finns listade i Catalogue of Life.